# Temerloh
Temerloh (en jawi: تمرلوه) es una localidad de Malasia, en el estado de Pahang.
Se encuentra a una altitud de 40 m sobre el nivel del mar. 

## Demografía
Según estimación 2010 contaba con 82413 habitantes.